# Con esta copa
«Con esta copa» es una canción del grupo Selena y Los Dinos de su álbum Alpha. Fue lanzada como el segundo sencillo oficial del álbum el 26 de agosto de 1986. El tema, escrito por Johnny Herrera y producido por Manny R. Guerra, fue interpretado por primera vez en 1964 por Los Dinos originales. Como lado B en vinilos y casetes, se incluyó el primer sencillo «Dame un beso».

## Antecedentes y composición
Durante 1964, mientras que el padre de Selena trataba de conseguir éxito con su agrupación «Los Dinos», Johnny Herrera, compositor tejano, trataba de seguir con sus creaciones. Con esto, les ofreció el tema «Con esta copa», el cual no sería un éxito. Cuando Abraham descubre el talento de Selena, hace que aprenda español y comience a grabar música tejana. En 1986, Selena y Los Dinos sacan a luz su tercer álbum titulado «Alpha». En este, Abraham logra que los chicos graben un cover de aquel tema, ya que él pensaba que sería un éxito. Finalmente, el grupo decide lanzar el tema como segundo sencillo oficial del álbum, obteniendo gran aceptación de los fanáticos.

## Listado de canciones
- Sencillo promocional

| CD Single |                 |                |                 |          |  |
| N.º       | Título          | Escritor(es)   | Productor(es)   | Duración |  |
| 1.        | «Con esta copa» | Johnny Herrera | Manny R. Guerra | 3:00     |  |

- Vinilo/casete promocional

| CD Single |                 |                                   |                 |          |  |
| N.º       | Título          | Escritor(es)                      | Productor(es)   | Duración |  |
| 1.        | «Con esta copa» | Johnny Herrera                    | Manny R. Guerra | 3:00     |  |
| 2.        | «Dame un beso»  | A.B. Quintanilla III • Ricky Vela | Manny R. Guerra | 3:44     |  |

## Créditos
| - Primera voz - Selena Quintanilla - Batería - Suzette Quintanilla - Bajo y segunda voz - A.B. Quintanilla III - Teclados - Ricky Vela - Guitarra - Roger García | - Productor - Manny R. Guerra - Grabación y mezcla - Amen Studios (San Antonio, Tx.) - Arreglos musicales - Selena y Los Dinos - Composición - Johnny Herrera |